# لالاندر موري (تشيلو)
لالاندر موري (بالفارسية: لالندرموری) هي منطقة سكنية تقع في إيران في قسم تشيلو الريفي.